# Zanobi (vescovo)
San Zanobi (26 gennaio IV secolo – 25 maggio 417/429) è stato vescovo di Firenze ed è venerato come santo dalla Chiesa cattolica: è il patrono principale dell'arcidiocesi fiorentina, assieme a sant'Antonino.
Ritenuto tradizionalmente fiorentino, l'unica fonte storica sicura che lo riguarda è quella riferita da Paolino da Milano, biografo di Sant'Ambrogio, che scrivendo verso il 422 riportò che a Firenze: «…è ora vescovo il sant'uomo Zenobio».

## Biografia
(Maestro Luca da San Gimignano, XV secolo)

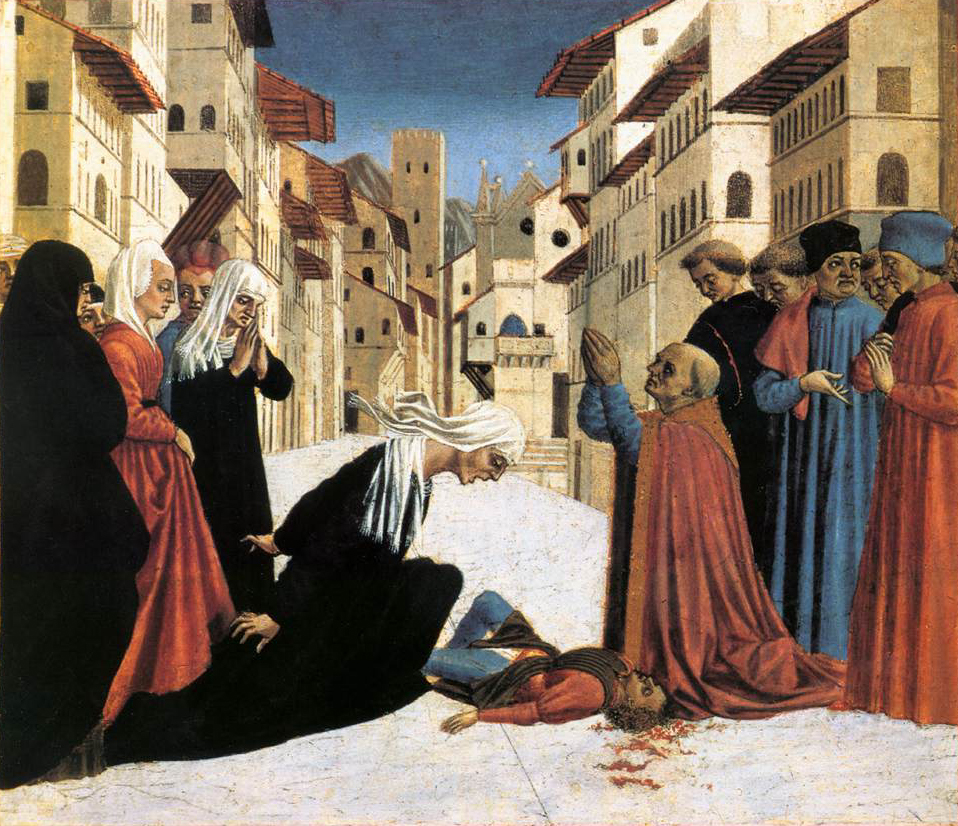
Miracolo di san Zanobi, Domenico Veneziano, dalla predella della pala di Santa Lucia de' Magnoli, Fitzwilliam Museum, Cambridge

Secondo una biografia molto più tarda, scritta dall'arcivescovo di Amalfi, Lorenzo (vissuto anche a Firenze in esilio e morto nel 1049), Zanobi sarebbe nato a Firenze verso la metà del IV secolo, fu battezzato, ebbe un'educazione cristiana impartitagli da un certo vescovo Teodoro e intraprese la carriera ecclesiastica. Una tradizione locale lo ricorda membro della famiglia Girolami. Conobbe Ambrogio di passaggio a Firenze nel 394 e si sarebbe con lui trasferito a Roma, dove Ambrogio lo avrebbe presentato a papa Damaso I, il quale lo avrebbe nominato suo diacono e gli avrebbe affidato una missione presso la corte imperiale di Costantinopoli. 
Tornato a Firenze divenne vescovo per volontà dei suoi stessi concittadini (come riporta il biografo di Ambrogio) e iniziò un'instancabile opera di promozione e difesa del Cristianesimo nella città, sicuramente ispirato dall'operato simile di sant'Ambrogio, tanto che alcuni lo chiamano "l'apostolo di Firenze".
Sostenne e incoraggiò i fiorentini nella lotta contro Radagaiso, sostenitore dell'arianesimo, tra la fine del 405 e l'inizio del 406. Fondò chiese (come la basilica di San Lorenzo), promosse l'evangelizzazione e la vita liturgica, organizzò una vera e propria diocesi per Firenze e dintorni.
La data di morte è incerta e viene collocata tra il 417 e il 429, tradizionalmente il 25 maggio.

## Agiografia e culto
In vita avrebbe compiuto vari miracoli, il più famoso dei quali sarebbe stato la resurrezione del figlio fanciullo di una pellegrina francese, che avrebbe affidato il figlio malato allo stesso vescovo proseguendo il suo viaggio per Roma, ma al ritorno lo avrebbe trovato morto. Tradizionalmente si riferisce che Zanobi, incontrando la pellegrina in borgo Albizi, le avrebbe resuscitato il figlio (come ricorda una lapide quattro-cinquecentesca su palazzo Valori Altoviti). 
Fu sepolto nella basilica di San Lorenzo, prima cattedrale cittadina. Nel IX secolo i suoi resti vennero traslati (con vari dubbi di datazione dell'evento) in Santa Reparata, la nuova cattedrale cittadina. Secondo una leggenda agiografica, durante il passaggio del corpo del santo in inverno, un olmo in piazza San Giovanni sarebbe miracolosamente rifiorito, un evento ancora segnalato dalla colonna di San Zanobi accanto al battistero. Dal legno di quell'olmo sarebbe poi stato scolpito, secoli dopo, un crocifisso conservato oggi nella chiesa di San Giovannino dei Cavalieri.
Oggi le reliquie sono custodite in Santa Maria del Fiore, in un'urna capolavoro di oreficeria di Lorenzo Ghiberti.
La sua commemorazione liturgica è fissata dal Martirologio Romano al 25 maggio; nell'arcidiocesi di Firenze, di cui Zanobi è compatrono assieme a sant'Antonino Pierozzi, viene celebrato assieme a quest'ultimo il 10 maggio. Dal 1983 è anche il patrono di Scandicci.

## Iconografia

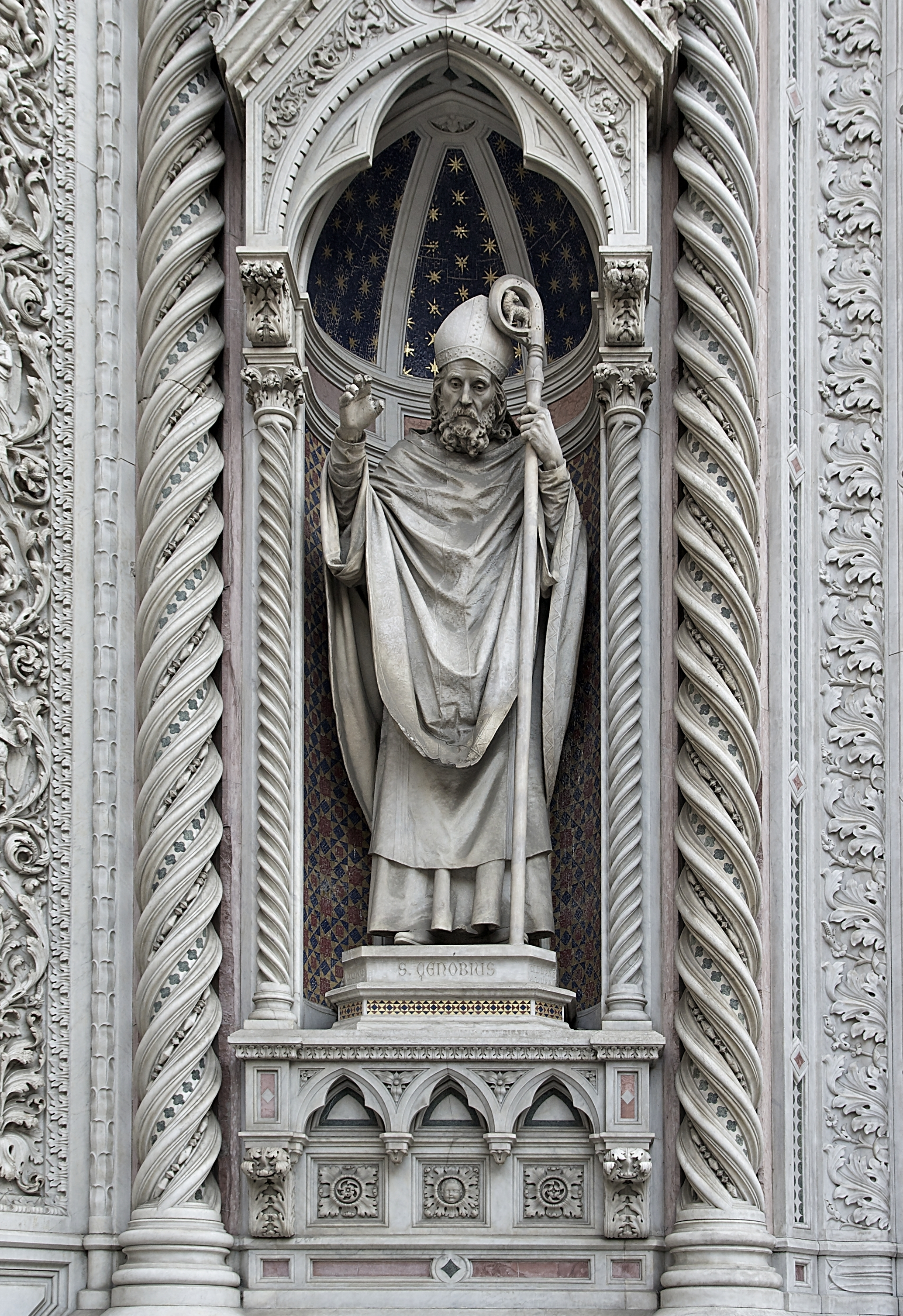
San Zanobi, facciata di Santa Maria del Fiore, Firenze

Spesso raffigurato dagli artisti fiorentini (per esempio sul pilastro destro del portale centrale del Duomo accanto a Santa Reparata, o in opere del Ghirlandaio o di Sandro Botticelli), nell'iconografia porta la barba e gli attributi vescovili (mitra e bastone pastorale).

## Discografia
- Musica per San Zanobi nella Firenze del Trecento, Festa Sancti Zenobii ad Missam, Ensemble San Felice direttore Federico Bardazzi, Bongiovanni 2013.